# سفارت ارمنستان در مادرید
سفارت ارمنستان در مادرید ( اسپانیایی: Embajada de Armenia en Madrid‎)، نمایندگی دیپلماتیک جمهوری ارمنستان در مادرید پایتخت پادشاهی اسپانیا می‌باشد که در شماره خیابان، در منطقهٔ، مادرید واقع شده‌است. روابط دیپلماتیک بین دو کشور (en) در ۲۷ ژانویه ۱۹۹۲ برقرار شده‌است. هم‌اکنون سوس آوتیسیان مقام سفیر جمهوری ارمنستان در مادرید را عهده‌دار است.

## اطلاعات
- آدرس: Calle Mayor 81
- تلفن:

## فهرست سفیران
- آوت آدونتس[۱][۲] (۲۰۱۴–۲۰۱۹)
- روبن کاراپتیان (۲۰۰۹–۲۰۱۳)
- روبن شوگاریان (۲۰۰۵–۲۰۰۸)
- ادوارد خوجایان (۱۹۹۹–۲۰۰۴)